# Jane Campion
Elizabeth Jane Campion (ur. 30 kwietnia 1954 w Wellington) – nowozelandzka reżyserka i scenarzystka filmowa. Laureatka m.in. Złotej Palmy (1993) oraz dwóch Oscarów (1993, 2021).

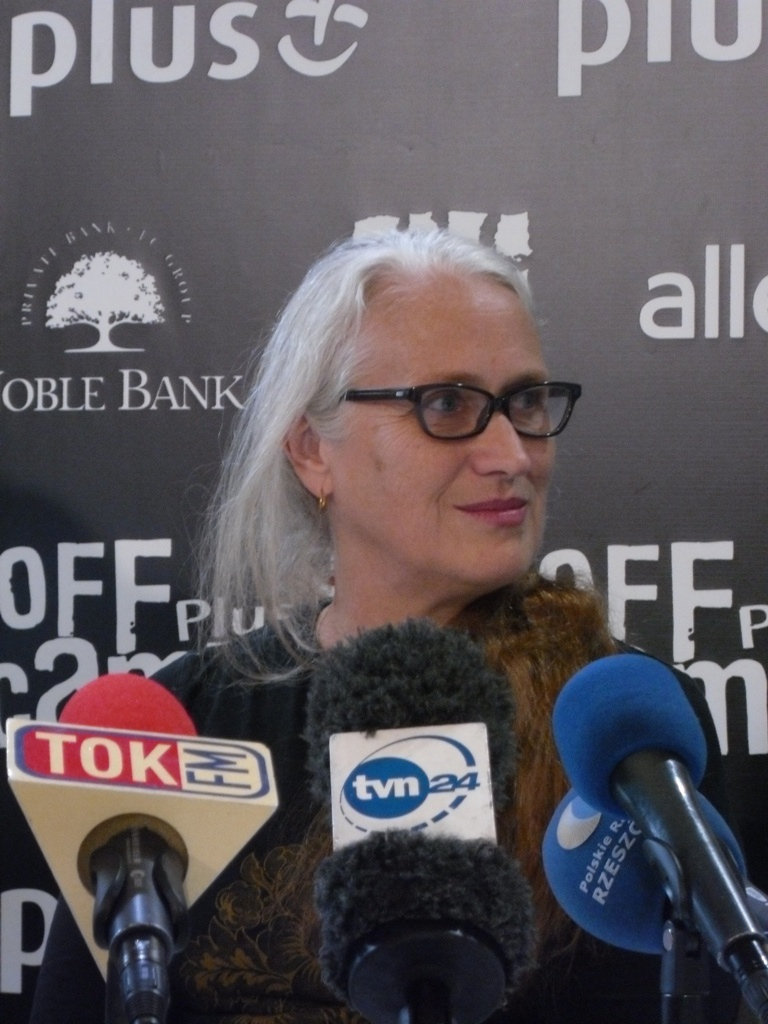
Jane Campion na festiwalu „Off Plus Camera” w Krakowie (2010)

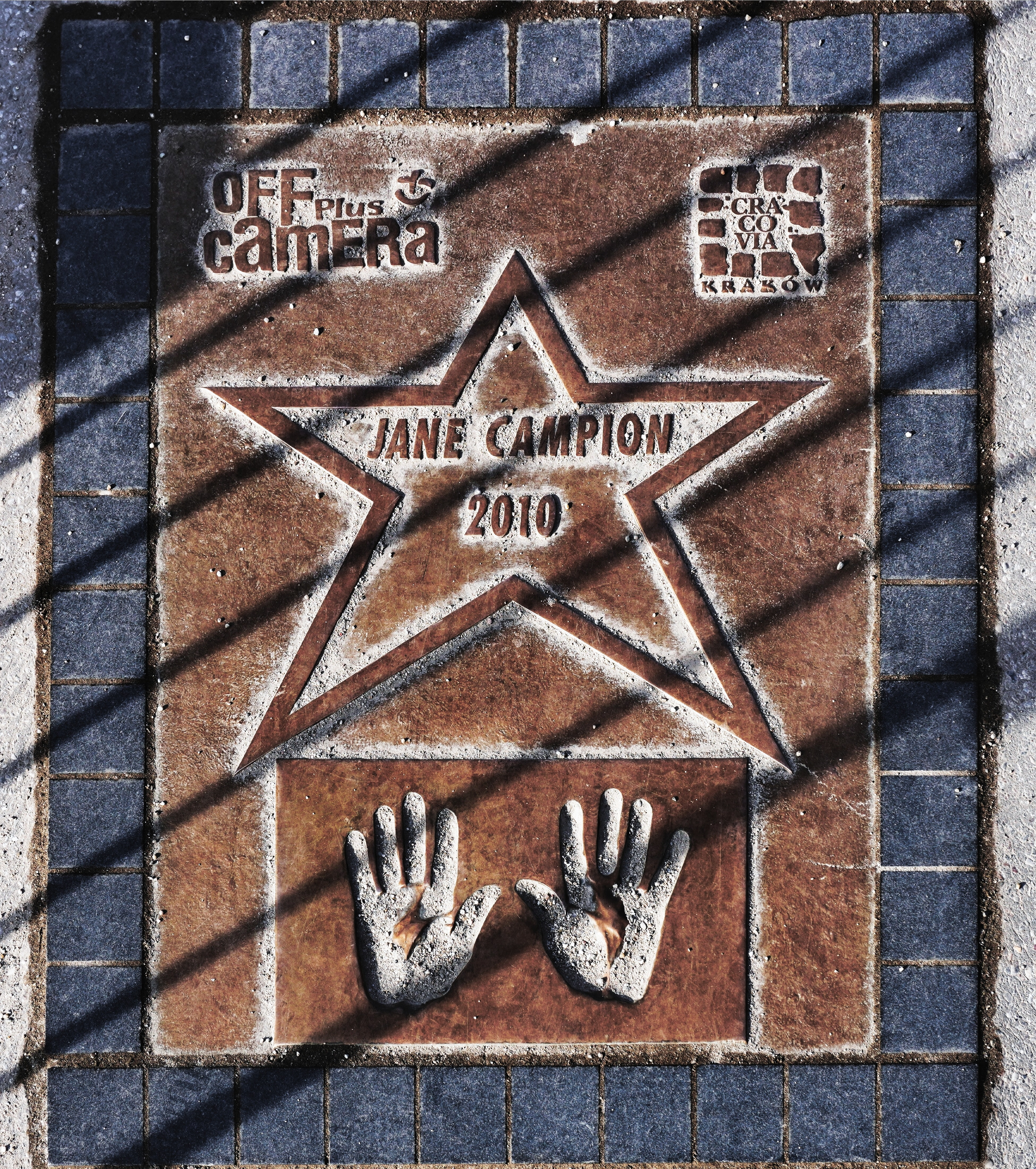
Gwiazda Jane Campion na Alei Gwiazd w Krakowie

## Życiorys
Studiowała antropologię w Wellington oraz malarstwo i sztuki wizualne na Uniwersytecie w Sydney.
Sławę zdobyła po otrzymaniu Złotej Palmy na 46. MFF w Cannes w 1993 za Fortepian, który przyniósł wiele nagród, w tym trzy statuetki Oscara (w sumie otrzymał 8 nominacji). Sama Campion otrzymała nagrodę za najlepszy scenariusz (nominowana była też za reżyserię), oprócz tego nagrody te otrzymały aktorki Holly Hunter i Anna Paquin.
Na 3. festiwalu „Off Plus Camera” w Krakowie w 2010 otrzymała nagrodę specjalną „Pod prąd”, za szczególny wkład w rozwój kina niezależnego.
Na 66. ceremonii wręczenia Oscarów otrzymała statuetkę za najlepszy scenariusz oryginalny w filmie Fortepian (1993), a na 94. ceremonii – za reżyserię obrazu Psie pazury (2021).
Jane Campion znana jest z umiejętnego kierowania grą aktorek, przedstawiających rolę silnych kobiet walczących o swoją niezależność. W jej filmach grały m.in. Nicole Kidman, Kate Winslet, Meg Ryan czy wspomniana wcześniej Holly Hunter.
Zasiadała w jury konkursu głównego na 64. (2007) i 80. MFF w Wenecji (2023). Przewodniczyła analogicznemu jury na 54. MFF w Wenecji (1997) oraz na 67. MFF w Cannes (2014). Była również przewodniczącą jury sekcji „Cinéfondation” na 66. MFF w Cannes (2013).

## Filmografia
- 1982: Ćwiczenia z dyscypliny - skórka
- 1983: A Girl's Own Story
- 1984: Passionless Moments
- 1989: Sweetie
- 1990: Anioł przy moim stole
- 1993: Fortepian
- 1996: Portret damy
- 1999: Święty dym
- 2003: Tatuaż
- 2009: Jaśniejsza od gwiazd
- 2013: Tajemnice Laketop
- 2017: Tajemnice Laketop: China Girl
- 2021: Psie pazury

## Nagrody i nominacje
| Rok  | Nagroda           | Kategoria                                      | Za                              | Wynik     |
| ---- | ----------------- | ---------------------------------------------- | ------------------------------- | --------- |
| 1994 | Oscar             | Najlepszy scenariusz oryginalny                | Fortepian                       | Wygrana   |
| 1994 | Oscar             | Najlepsza reżyseria                            | Fortepian                       | Nominacja |
| 2021 | Oscar             | Najlepsza reżyseria                            | Psie pazury                     | Wygrana   |
| 2021 | Złoty Glob        | Najlepszy film dramatyczny                     | Psie pazury                     | Wygrana   |
| 2021 | Złoty Glob        | Najlepszy reżyser                              | Psie pazury                     | Wygrana   |
| 2021 | Złoty Glob        | Najlepszy scenariusz                           | Psie pazury                     | Nominacja |
| 2018 | Złoty Glob        | Najlepszy miniserial lub film telewizyjny      | Tajemnice Laketop: China Girl   | Nominacja |
| 2014 | Złoty Glob        | Najlepszy miniserial lub film telewizyjny      | Tajemnice Laketop               | Nominacja |
| 1994 | Złoty Glob        | Najlepszy reżyser                              | Fortepian                       | Nominacja |
| 1994 | Złoty Glob        | Najlepszy scenariusz                           | Fortepian                       | Nominacja |
| 1994 | BAFTA             | Najlepszy film                                 | Fortepian                       | Nominacja |
| 1994 | BAFTA             | Najlepszy scenariusz oryginalny                | Fortepian                       | Nominacja |
| 1994 | BAFTA             | Najlepsza reżyseria                            | Fortepian                       | Nominacja |
| 2009 | 62. MFF w Cannes  | Złota Palma                                    | Jaśniejsza od gwiazd            | Nominacja |
| 1993 | 46. MFF w Cannes  | Złota Palma                                    | Fortepian                       | Wygrana   |
| 1989 | 42. MFF w Cannes  | Złota Palma                                    | Sweetie                         | Nominacja |
| 1986 | 39. MFF w Cannes  | Najlepszy film krótkometrażowy                 | Ćwiczenia z dyscypliny - skórka | Wygrana   |
| 1999 | 56. MFF w Wenecji | Nagroda im. Elviry Notari                      | Święty dym                      | Wygrana   |
| 1999 | 56. MFF w Wenecji | Złoty Lew                                      | Święty dym                      | Nominacja |
| 1990 | 47. MFF w Wenecji | Nagroda Katolickiego Biura Filmowego (OCIC)    | Anioł przy moim stole           | Wygrana   |
| 1990 | 47. MFF w Wenecji | Nagroda Krytyki Filmowej „Bastone Bianco“      | Anioł przy moim stole           | Wygrana   |
| 1990 | 47. MFF w Wenecji | Nagroda im. Elviry Notari                      | Anioł przy moim stole           | Wygrana   |
| 1990 | 47. MFF w Wenecji | Wielka Nagroda Jury                            | Anioł przy moim stole           | Wygrana   |
| 1990 | 47. MFF w Wenecji | Złote Lwiątko                                  | Anioł przy moim stole           | Wygrana   |
| 1990 | 47. MFF w Wenecji | Złoty Lew                                      | Anioł przy moim stole           | Nominacja |
| 2013 | Emmy              | Reżyseria miniserialu lub filmu telewizyjnego  | Tajemnice Laketop               | Nominacja |
| 2013 | Emmy              | Scenariusz miniserialu lub filmu telewizyjnego | Tajemnice Laketop               | Nominacja |
| 2011 | Cezar             | Najlepszy film zagraniczny                     | Jaśniejsza od gwiazd            | Nominacja |
| 1994 | Cezar             | Najlepszy film zagraniczny                     | Fortepian                       | Wygrana   |